# Сельское поселение Яникой
Се́льское поселе́ние Яникой — муниципальное образование в составе Чегемского района Кабардино-Балкарии.
Административный центр — село Яникой.

## Географическое положение
Муниципальное образование расположено в восточной части Чегемского района, в долине реки Шалушка. В состав поселения входят два населённых пункта.
Граничит с землями муниципальных образований: Лечинкай на западе, Чегем на севере, Шалушка на востоке и посёлок Звёздный на юге. А также с землями Государственного Лесного фонда (Гослесфонда) на юго-западе.
Сельское поселение расположено в предгорной зоне республики. Рельеф представляет собой относительно ровную наклонную равнинную часть на севере, сменяющаяся возвышенностями Лесистого хребта на юге. Средние высоты сельского поселения составляет 590 метров над уровнем моря. Абсолютные высоты достигают около 1 000 метров. Южная часть сельского поселения густо покрыта смешанными лесами.
Местность высоко обеспечена подземными водами. Речная сеть представлена рекой Шалушка.
Климат умеренный. Лето тёплое, со средними температурами июля около +25…+28°С. Зима прохладная, со средними температурами января −5…-9°С, часты оттепели. Среднее количество осадков в год составляет около 550 мм.
Площадь сельского поселения составляет — 46 км2. Из них на долю Яникоя с присельскими участками приходится — 26 км2, на долю Каменки — 20 км2.
В Каменке находятся две наиболее крупных исправительных колоний Кабардино-Балкарии.

## История
Сельское поселение в своих современных границах основано в 1992 году, с объединением сёл Каменка и Яникой в одно сельское поселение.

## Население
| 2002  | 2010  | 2012  | 2013  | 2014  | 2015  | 2016  |
| ----- | ----- | ----- | ----- | ----- | ----- | ----- |
| 6107  | ↘6104 | ↘6031 | ↘5988 | ↘5939 | ↘5906 | ↘5872 |
| 2017  | 2018  | 2019  | 2020  | 2021  | 2023  | 2024  |
| ↘5820 | ↘5785 | ↘5731 | ↗5735 | ↗6411 | ↘6330 | ↘6276 |
| 2025  |       |       |       |       |       |       |
| ↗6304 |       |       |       |       |       |       |

Процент от населения района — 8.01 %.
Плотность — 137.04 чел./км2.

### Национальный состав
По данным Всероссийской переписи населения 2010 года:
| Народ      | Численность, чел. | Доля от всего населения, % |
| ---------- | ----------------- | -------------------------- |
| балкарцы   | 4 160             | 68,2 %                     |
| кабардинцы | 873               | 14,3 %                     |
| русские    | 755               | 12,4 %                     |
| другие     | 316               | 5,2 %                      |
| всего      | 6 104             | 100 %                      |

По данным Всероссийской переписи населения 2021 года:
| Народ               | Численность, чел. | Доля от всего населения, % |
| ------------------- | ----------------- | -------------------------- |
| балкарцы            | 4 873             | 76,00 %                    |
| кабардинцы          | 619               | 9,65 %                     |
| русские             | 467               | 7,28 %                     |
| чеченцы             | 94                | 1,48 %                     |
| другие / не указано | 358               | 5,59 %                     |
| всего               | 6 411             | 100,0 %                    |

## Состав сельского поселения
| № | Населённый пункт | Тип населённого пункта       | Население | Доля от населения (%) |
| - | ---------------- | ---------------------------- | --------- | --------------------- |
| 1 | Каменка          | село                         | ↘2906     | 54,3 %                |
| 2 | Яникой           | село, административный центр | ↗3505     | 45,7 %                |

## Местное самоуправление
Структуру органов местного самоуправления сельского поселения составляют:
- Глава сельского поселения — Беппаев Ильяс Алиевич.
- Администрация сельского поселения Яникой — состоит из 7 человек.
- Совет местного самоуправления сельского поселения Яникой — состоит из 11 депутатов.

## Экономика
Основу экономики села составляют садоводство и изготовление пеплблоков. В южной части сельского поселения имеются несколько туфовых карьер.